# ميكائيل بيريرا
ميكائيل بيريرا (28 سبتمبر 1991 في فرنسا - ) هو لاعب كرة قدم برتغالي في مركز الوسط.

## وصلات خارجية
- ميكائيل بيريرا على موقع قاعدة بيانات كرة القدم.إي يو (الإنجليزية)
- ميكائيل بيريرا على موقع Soccerway.com (الإنجليزية)